# كريستوفر وينشيب
كريستوفر وينشيب (بالإنجليزية: Christopher Winship)‏ هو عالم اجتماع أمريكي، ولد في 5 مارس 1950 في توبيكا في الولايات المتحدة.